# Aisymnète
L’aisymnète, nom spécial aux Mégariens, désigne à l'origine et dans l'Antiquité grecque, en Asie Mineure, le chef du protocole. Comme le dit ce nom en grec ancien (αἰσυμνητής, « ordonnateur des jeux, surveillant », du verbe αἰσυμνάω, « rappeler la règle »), c'est un personnage apte à connaître les convenances, les bonnes coutumes, et à régler le droit. Selon les régions et les époques, la fonction ayant évolué, ce titre a correspondu à des charges diverses, exercées par des magistrats investis de pouvoirs ordinaires ou extraordinaires. C’était un arbitre chargé par les divers partis de mettre fin aux discordes civiles. Devenu par la suite le magistrat suprême dans les villes d'Ionie, disposant de pouvoirs plus étendus que n’en eut jamais aucun roi grec, l'aisymnète a été situé entre le tyran et le nomothète. L’aisymnètie est considérée par Aristote comme une tyrannie élective puisque cette fonction repose sur l’élection et le consentement des sujets, et possède un caractère despotique mais non héréditaire.

## Histoire
L'histoire des aisymnètes remonte au temps où les Ioniens ne s'étaient pas encore détachés de la Grèce propre, et où en Achaïe était honoré un Dionysos Aisymnètès. Dans les poèmes homériques, les aisymnètes sont des personnages de lignée princière chargés d'organiser les danses et les jeux durant les fêtes. À Milet, une vieille et noble confrérie religieuse se dote chaque année d'un aisymnète pour présider, couronne en tête, aux cérémonies publiques. 
Cette charge est donc facilement devenue par la suite la magistrature suprême : Naxos possède deux aisymnètes éponymes, et Téos, un aisymnète exerçant un droit de juridiction pouvant aller jusqu'à la peine de mort. Les Éoliens ont peut-être emprunté le titre à l'Ionie puisqu'Aristote le mentionne dans la constitution de Cymé, mais ils l'appliquèrent aux personnages munis de pouvoirs extraordinaires chargés de promulguer un code de lois : Aristote qualifie cette sorte de dictature conférée à temps ou à vie de « tyrannie élective ». Ainsi s'explique que Pittacos, qui fut aisymnète à Mytilène, fût traité de tyran ou de roi par ses adversaires. Par contre, à Mégare, les aisymnètes étaient les membres de la commission permanente de la Boulè.

Il y avait des aisymnètes à Sélinonte dès le VIe siècle av. J.-C., ainsi qu'à Salymbria, à Chalcédoine, à Callatis et à Chersonèsos, villes dans lesquelles ils se donnaient un président qui présidait en même temps la Boulè.